# Скалка (станція метро)
50°04′05″ пн. ш. 14°30′27″ сх. д. / 50.06806° пн. ш. 14.50750° сх. д.
«Ска́лка» (чеськ. Skalka) — станція Празького метрополітену. Розташована між станціями «Страшніцька» і «Депо Гостіварж». До 26 травня 2006 року станція була кінцевою.
Станція була відкрита 4 липня 1990 року у складі пускової дільниці лінії A «Страшніцька» — «Скалка».

## Характеристика станції
Конструкція станції — колонна трипрогінна мілкого закладення (глибина — 9,25 м) з однією острівною платформою, висота — 4,05 м. Колійні стіни станції викладені глазурованими цеглинами білого, синього і темно-коричневих кольорів. Будівництво станції в 1987—1990 роки склало 291,8 млн чеських крон. З боку станції «Страшніцька» розташован протівошёрстний з'їзд, який використовувався для обороту поїздів, до 2006 року.

## Розташування станції
Станція знаходиться в декількох хвилинах ходьби від поселення Скалка і району Страшніце. У зону обслуговування станції входять південно-східні райони Праги. Збільшення пасажиропотоку на станції в 2000-і роки стало позначатися і на русі поїздів на лінії A Празького метрополітену, в результаті чого було прийнято рішення про продовження лінії метро до станції «Депо Гостіварж», яка була відкрита в 2006 році.